# Mouvement de décolonisation et d’émancipation sociale
Das Mouvement de décolonisation et d’émancipation sociale (MDES) ist eine linke politische Partei in Französisch-Guayana, die für die Unabhängigkeit des Überseegebietes eintritt.

## Programmatik
Auf lange Sicht strebt die Partei die Unabhängigkeit Französisch-Guayanas von Frankreich an. Sie sieht das Land als Kolonie Frankreichs an. Als Übergangslösung schlägt sie ein Statut vor, das an die Unabhängigkeit heranführen soll. Bei dem Referendum vom 10. Januar 2010 über die Umwandlung Guayanas in eine Collectivité d’outre-mer mit erweiterter Autonomie rief sie deshalb dazu auf, mit "ja" zu stimmen. Das Referendum ging jedoch negativ aus, da eine Zweidrittelmehrheit mit nein stimmte.
Die übrigen Ziele der Partei ergeben sich aus ihrem Manifest zur Dekolonisierung von Guayana. Die Partei wehrt sich gegen Pläne der fanzösischen Rechten, in Französisch-Guayana wieder Strafkolonien einzurichten, wie sie zuletzt von Justizminster Gérald Darmanin propagiert worden sind.

## Wahlmandate
Bei den Wahlen zur Assemblée de Guyane 2021 kandidierten Mitglieder des MDES im ersten Wahlgang auf der Liste eines Wahlbündnisses mehrerer linker Parteien unter dem Spitzenkandidaten Jean-Paul Ferreira (À Gauche en Guyane), die auf den dritten Platz kam und für den zweiten Wahlgang mit der zweitplatzierten, ebenfalls linksgerichteten Liste des Spitzenkandidaten Gabriel Serville (Péyi Guyane) fusionierte. Die fusionierte Liste gewann die Stichwahl und stellt jetzt 35 der 55 Mitglieder der Assemblée, von denen zwei dem MDES angehören.
Bei den Wahlen zur Nationalversammlung 2022 gewann Jean-Victor Castor als Kandidat des MDES mit Unterstützung des NPA den ersten Wahlkreis Französisch-Guayanas im zweiten Wahlgang gegen Yvane Goua, der von der France insoumise unterstützt wurde. Bei den Wahlen zur Nationalversammlung 2024 wurde er wiedergewählt. Er gehört der Fraktion der Gauche démocrate et républicaine an. Im zweiten Wahlkreis von Französisch-Guayana trat jeweils kein Kandidat des MDES an.